# Rassehund
Ein Rassehund ist ein Hund, der nach den Richtlinien eines kynologischen Dachverbandes, insbesondere dem Rassestandard und dem Abstammungsnachweis über mehrere Generationen von Vorfahren der gleichen Hunderasse gezüchtet wurde.
Rassehunde werden meist in Zuchtverbänden gezüchtet und immer ins Zuchtbuch eingetragen. Die Zugehörigkeit zu einer Rasse wird durch Ahnentafeln des jeweiligen Zuchtverbands, die sogenannten Papiere, dokumentiert. Die Zuchtverbände richten sich bei der Zucht der Hunde nach dem jeweiligen Rassestandard. Die meisten Rassezuchtverbände gehören in Deutschland zum Verband für das Deutsche Hundewesen (VDH), der seinerseits wieder Mitglied der Fédération Cynologique Internationale (FCI) ist, einer weltweiten Dachorganisation für Hundezucht und Hundesport. Innerhalb der FCI gibt es einheitliche Rassestandards. Dennoch unterscheiden sich verschiedene Verbände, in denen die gleiche Rasse gezüchtet wird, in ihren spezifischen Zuchtzielen. Es gibt teilweise sogar innerhalb der Verbände verschiedene Strömungen mit unterschiedlichen Zielen.
Bei Rassehunden handelt es sich um nachweislich über viele Generationen in Reinzucht gezogene Hunde. Durch die Reinzucht wird eine hohe phänotypische Stabilität der Rasse gewährleistet, so dass die Nachkommen von Rassehunden wiederum (mit einer sehr hohen Wahrscheinlichkeit) dem Rassestandard entsprechen. Bei Rassehunden liegen die Gene für viele Merkmale reinerbig vor.
Im Verständnis der Rassezuchtverbände (also insbesondere auch im Verständnis des Regelwerks des VDH und der FCI) gelten alle Hunde als Mischlinge, die keine Ahnentafel eines anerkannten Zuchtverbands haben. Darunter fallen dann zum Beispiel auch Nachkommen von zwei Elterntieren derselben Rasse, wenn diese nicht den Zuchtregeln entsprechend gezüchtet sind oder wenn sie ausschließende Merkmale haben (z. B. Farbfehler).
Seit einigen Jahren kann anhand molekularer Marker die Abstammung und Rassezugehörigekeit eines Hundes auf genetischer Basis festgestellt werden.

## Geschichte
Die moderne Zucht von Haushunden als Rassehundezucht begann erst Mitte des 19. Jahrhunderts, zur Zeit der Industrialisierung, in den höchstentwickelten Industrieländern. Die modernen Erkenntnissen über die Gesetze der Vererbung machten eine systematische Zucht mit dem Ziel, bestimmte äußere Merkmale zu erreichen und einheitliche Rassen zu züchten, möglich.
Zuchtfortschritte wurde in Zuchtbüchern und Ahnentafeln tradiert und als Rassestandards festgelegt. Das Ziel der Rassestandards ist es, das Aussehen, den Phänotyp, eines idealen Vertreters der dargestellten Rasse zu beschreiben. Im Laufe der Zucht kann sich sowohl der ursprüngliche Verwendungszweck einer Rasse als auch deren äußeres Erscheinungsbild ändern und regionale Zuordnung von Zuchthunden nicht mehr möglich sein.
Ausgangspunkt der modernen Rassehundezucht nach Aussehen (Phänotyp) für die Hundeausstellung (Show-Hundezucht) war die Zucht von Haushunden mit dem Hauptaugenmerk auf Zweckbezogenheit, mit Aufgaben, für die Hunde gezüchtet wurden. Nur geeignete Gebrauchshunde wurden zur Zucht verwendet, was heute nur noch bei der Zucht von Jagd- und Gebrauchshunden zutrifft.